# Charlotte Juul
Charlotte Juul (født 8. februar 1965) er en dansk skuespiller.
Juul er uddannet fra Teaterskolen Holberg i 2000.

## Udvalgt filmografi
- Nattens engel (1998)
- Lykkevej (2003)
- Lad de små børn... (2004)
- Den du frygter (2008)

### Tv-serier
- Gufol mysteriet (1997)
- Forsvar (2003)
- Ørnen (2004)
- Anna Pihl (2006-2007)